# Studničná
Studničná je místní část obce Komjatná v okrese Ružomberok.
Leží na severním okraji Velké Fatry (podcelek Šípská Fatra ) mezi masivy Hlavačky (901,8 m n. m.), Tlstej hory (1062,5 m n. m.) a Kečiek 1138,9 m n. m.) v nadmořské výšce 770 m n. m. asi 1,5 km jihovýchodně od centra obce, při silnici do Ružomberka. Přes Studničnou protéká potok Komjatná.

## Historie
Osada se písemně vzpomíná v roce 1660.

## Turistika
Přímo v osadě ční věžovité vápencové bralká. Masiv Hlavačky je známý horolezeckými cvičnými stěnami.
Zastavují zde všechny autobusy pravidelné linky Ružomberok - Komjatná. Stojí zde kaple. Na svahu Sivej skaly (892,6 m n. m.) je lyžařský vlek, jihovýchodně od osady v lokalitě Očenáška televizní vysílač.
Studničnou prochází červeno-značená turistická trasa ze Švošova a Komjatnej do Sedla pod Radičinou a dále do Ružomberské městské části Rybárpole. Ze sedla vede žlutě značená odbočka na vrchol Kečky. Osadou také prochází Cykloturistický okruh Ružomberok - Likavka - Valaská Dubová - Studniční - Radičiná (1127,2 m n. m.) - Rybárpole - Ružomberok.